# 2 d'agost
El 2 d'agost és el dos-cents catorzè dia de l'any del calendari gregorià i el dos-cents quinzè en els anys de traspàs. Queden 151 dies per a finalitzar l'any.

## Esdeveniments
Països Catalans
- 1256, Regne de Mallorca: Jaume I escriu una carta als prohòmens e a tota la universitat de la ciutat e de tot lo regne de Malorques per demanar que jurassin com a hereu a Jaume II de Mallorca.[1]
- 1391, Palma, Mallorca: La població cristiana en saqueja el call.[2]
- 1439, Barcelona: Es posa la primera pedra del port.[3]
- 1708, Llotja de Mar de Barcelona: Primera representació d'òpera a Catalunya, en presència de l'Arxiduc Carles d'Àustria.[4]
- 1881, Barcelona: s'estrenava a Catalunya i Espanya l'òpera Carmen, de Georges Bizet, al Teatre Líric.[5]
- 1931, Catalunya: s'hi aprova en referèndum l'Estatut de la Generalitat provisional, conegut com l'Estatut de Núria.
- 1944 - Vallmanya, Conflent: Assalt al poble en la Massacre de Vallmanya, en represàlia pel suport al maquis i a la Resistència i captura i mort de Julien Panchot.[6][7]

Resta del món
- 1588, Gravelines, Canal de la Mànega, costa francesa: Batalla de Gravelines. Durant la Guerra angloespanyola de 1585–1604, les forces navals britàniques comandades per Lord Charles Howard i Sir Francis Drake derroten l'armada espanyola (també anomenada, irònicament, Armada Invencible).
- 1798 - Abukir (Egipte): La marina britànica guanya la batalla del Nil contra les forces de Napoleó Bonaparte en la Campanya napoleònica d'Egipte i Síria.
- 1934 - Berlín: Amb la mort de von Hindenburg, Adolf Hitler assumeix la presidència de la República de Weimar, fusionant els càrrecs de president i canceller.
- 1937 - Estats Units: S'hi aprova una llei que declara la marihuana il·legal.[8]
- 1943 - camp de concentració de Treblinka: Rebel·lió dels presoners.[9]
- 1945 - Potsdam (Alemanya): Acaba la Conferència de Potsdam, que decideix la divisió d'Alemanya després de la Segona Guerra Mundial.[10]
- 1980 - Bolonya, Itàlia: Atemptat de l'Estació de Bolonya per terroristes neo-feixistes.
- 1990 - Kuwait: Invasió de Kuwait per l'Iraq. El Consell de Seguretat de l'ONU condemna l'acció.
- 2002 - Districte de Chitral, Pakistan: El zoòleg Jordi Magraner fou trobat degollat a casa seva.[11]

## Naixements
Països Catalans
- 1826 - Barcelona: Àngela Grassi, escriptora del Romanticisme i directora de revistes (m. 1883).[12]
- 1883 - Mataró: Àngela Bransuela, mare de família que dona nom a un Institut (m. 1965).[13]
- 1922 - Barcelona: Jordi Sabater Pi, primatòleg català, especialista mundial en etologia (m. 2009).[14]
- 1926 - Barcelona: Maria Teresa Llorens i Crusat, mestra i compositora catalana (m. 2009).[15]
- 1950 - Barcelona: Joan Albert Amargós i Altisent, compositor català.[16]
- 1974 - Barcelona: Núria Parlon i Gil, política catalana i alcaldessa de Santa Coloma de G.[17]
- 1975 - Barcelona: Íngrid Rubio i Ruiz, actriu catalana.[18]

Resta del món
- 1612 - Ljouwert: Saskia van Uylenburgh, model neerlandesa, que fou dona i model del pintor Rembrandt van Rijn (m.1642).[19]
- 1624 - Maastricht, Països Baixos: François de Rougemont, jesuïta, missioner a la Xina (m. 1676).[20]

- 1834 - Colmar, França: Frédéric Auguste Bartholdi, escultor autor de l'Estàtua de la Llibertat (m. 1904).[21]
- 1835 - Barnesville (Ohio), Estats Units: Elisha Gray, inventor del telèfon (m. 1901).[22]
- 1848 - Dechtice: Josephine Amann-Weinlich, pianista, violinista, directora d'orquestra i compositora austríaca, fundadora de la primera orquestra femenina d'Europa (m. 1887).[23]
- 1884 - Mulhouse, Imperi alemanyː Marg Moll, escultora i pintora alemanya (m. 1977).[24]
- 1891 - Londres (Anglaterra): Arthur Bliss, compositor anglès (m. 1975).[25]
- 1894 - São Paulo: Bertha Lutz, naturalista, zoòloga, professora i pionera del feminisme a Brasil (m. 1976).[26]
- 1900 - Danville, Illinois: Helen Morgan, cantant i actriu de teatre i cinema de nacionalitat nord-americana (m. 1941).[27]
- 1921 - Nova York: Ruth Barcan Marcus, filòsofa i lògica estatunidenca, especialista en lògica modal (m. 2012).[28]
- 1922 - Lansing, Michigan, Estats Units: Big Nick Nicholas saxofonista i cantant de jazz.
- 1923 - Wiszniew, Polònia: Ximon Peres, polític d'Israel (m. 2016).[29]
- 1925 - Mercedes, Buenos Aires, Argentina: Jorge Rafael Videla, militar i president de facto de l'Argentina durant l'última dictadura militar.
- 1929 - Aveiro: Zeca Afonso, compositor i cantautor portuguès (m. 1987).[30]
- 1937 - 
  - Berlín, Alemanya: Gundula Janowitz, una de les sopranos líriques més grans de la història moderna.[31]
  - Niigata, Japó: Shigeko Kubota, artista informal i autora de vídeos, performances i instal·lacions (m. 2015).[32]
- 1939 - Elbing, Alemanya, ara Polònia: Ursula Karusseit, actriu alemanya (m. 2019).[33]

- 1941:
  - Echternach (Luxemburg): Jules A. Hoffmann, biòleg francès d'origen luxemburguès, Premi Nobel de Medicina o Fisiologia de l'any 2011.[34]
  - Etterbeek, Brussel·les (Bèlgica): François Weyergans, escriptor i realitzador cinematogràfic belga, membre de l'Acadèmia Francesa i Premi Goncourt 2005.[35]
- 1942 - Lima (Perú): Isabel Allende, escriptora.[36]
- 1946 - Tbilisi, llavors Geòrgia: Liana Issakadze, violinista georgiana, directora d'orquestra i musicòloga.[37]
- 1947 - Madrid: Massiel, nom artístic de María de los Ángeles Santamaría, cantant espanyola.[38]
- 1955 - Sent Pardol de la Ribiera, Dordonya, França: Anne Lacaton, arquitecta francesa.[39]
- 1976 - Schmalkalden, Alemanya Occidental: Kati Wilhelm, esquiadora de fons i biatleta alemanya cinc cops campiona del món.[40]

## Necrològiques
Països Catalans
- 1218 - Ramon de Palafolls, bisbe de Girona.
- 1849 - Torelló, Osona: Onofre Jaume Novellas i Alavau, matemàtic i astrònom català (n. 1787).[41]
- 1897 - Sant Boi de Llobregat: María Angustias Giménez Vera, religiosa cofundadora de les Germanes Hospitalàries del Sagrat Cor de Jesús.
- 1911 - Badalona: Pere Renom i Riera, escriptor i polític català (n. 1850).[42]
- 1917 - Barcelona: Eduard Calvet i Pintó, empresari i polític català (n. 1875).[43]
- 1980 - Ciutat de Mèxic: Maria Dolors Bargalló i Serra, política catalana (n. 1902).[44]
- 2005 - Mataró: Renata Tarragó Fàbregas, guitarrista i professora de música catalana (n. 1927).[45]
- 2006 - Arles, Vallespir: Max Havart, compositor de sardanes.[46]

Resta del món
- 429 aC: Pèricles.
- 1222, Tolosa de Llenguadoc, Comtat de Tolosa: Ramon VI, comte de Tolosa i Melguelh i marquès de Provença.
- 1589, Saint-Cloud, França: Enric III de França, rei de Polònia (1573-1574) i rei de França (1574-1589), l'últim de la dinastia Valois (n. 1551).
- 1890, Niça: Louise-Victorine Ackermann, poetessa francesa (n. 1813).[47]
- 1921, Nàpols: Enrico Caruso, cantant italià d'òpera (n. 1873).
- 1922, Illa del Cap Bretó, Canadà: Alexander Graham Bell, nord-americà d'origen escocès inventor del telèfon (n. 1847).[48]
- 1923, Califòrnia (EUA): Warren G. Harding, 29è president dels Estats Units (n. 1865).[10]
- 1934, Neudeck, Prússia Oriental: Paul von Hindenburg, militar alemany i President de la República de Weimar.
- 1947, Hèlsinki: Ida Moberg, compositora i directora d'orquestra finlandesa (n. 1859).[49]
- 1958, Berlín Oriental: Josefa Úriz Pi, mestra, pedagoga i activista política navarresa (n. 1883).[50]
- 1962, Tenterden, Kent: Clare 'Tony' Atwood, pintora britànica (n. 1866).[cal citació]
- 1968, Sant Sebastià: Melitón Manzanas, cap de la Brigada Político-Social al País Basc és assassinat per ETA.
- 1973:
  - Corbola, prop de Rovigo, Vèneto: Rosetta Pampanini, soprano italiana.[51]
  - Asolo, província de Treviso, Vèneto, Itàlia: Gian Francesco Malipiero, compositor italià (n. 1882).[52]
- 1976
  - Los Angeles, Califòrnia (EUA): Fritz Lang, director de cine nord-americà d'origen austríac.
  - Colinas de Trasmonte, Espanya: Cecilia, cantautora espanyola (n. 1948).[53]
- 1978, Ciutat de Mèxic, Mèxic: Carlos Chávez, compositor mexicà (n. 1899).[54]
- 1984, Bernal, Província de Buenos Aires, Argentina: Quirino Cristiani, caricaturista i director d'animació argentí, pioner en el seu camp.
- 2002, Nepi, Laci (Itàlia)ː Magda László, soprano especialista en òperes del segle xx (n. 1912).[55]
- 2016, Damanhur, Egipte: Ahmed Hassan Zewail, químic nord-americà d'origen egipci, Premi Nobel de Química de l'any 1999 (n. 1946).[56]

## Festes i commemoracions
Santoral
Església Catòlica
- Mare de Déu dels Àngels;
- Maria de la Porciúncula.
- Sants i beats al Martirologi romà (2011):
  - Cèntola i Elena de Valdelateja, màrtirs (s. I);
  - Rutili, màrtir a l'Àfrica (212);
  - Papa Esteve I (257);
  - Eusebi de Vercelli, bisbe màrtir (371);
  - Màxim de Pàdua, bisbe (s. III-IV);
  - Serè de Marsella, bisbe (601);
  - Betari de Chartres, bisbe (ca. 623);
  - Pere d'Osma, bisbe (1109);
  - Pierre-Julien Eymard, prevere i fundador de la Congregació del Santíssim Sagrament i de les Serventes del Santíssim Sagrament (1868).
  - Beata Joana d'Aza, mare de Sant Domènec de Guzmán (segle xiii);
  - Beat Ceferino Giménez Malla, màrtir (1936);
  - Beat Felipe Munárriz Azcona,
  - Beats Juan Díaz Nosti, Leoncio Pérez Ramos, preveres màrtirs (1936);
  - Beats Francisco Calvo Burillo i Francisco Tomás Serer, preveres màrtirs (1936).
- Sants no inclosos al Martirologi: 
  - Teòdota, Evodi, Hermògenes i Cal·lixta de Nicea, màrtirs (304);
  - Auspici d'Apt, bisbe màrtir;
  - Gaudenci de Coira, màrtir;
  - Etheldritha de Crowland, reclosa (834);
  - Plegmund de Canterbury, arquebisbe (914);
  - Basili de Moscou, foll en Crist (1552);
  - trasllat de les relíquies d'Albà de Verulam;
  - Caterina de Vadstena, celebrat a Suècia:
- Beats no inclosos al Martirologi: 
  - Gundecar d'Eichstätt, bisbe (1075);
  - Federico Campisani, eremita (1335);
  - Thomas Hales, monjo a Dover, màrtir (1295);
  - August Czartoryski, príncep i religiós (1893), a l'orde salesià
- Venerables: 
  - Guillem de Rieval, monjo (1145);
  - Giustino Maria Russolillo, sacerdot i fundador (1955).
- Serventa de Déu María Angustias Giménez Vera, cofundadora de la congregació de les Germanes Hospitalàries del Sagrat Cor de Jesús.

Església Armènia (14 hrotits)
Elies, profeta.
Església Copta (26 abib
- : Josep de Natzaret, pare de Jesús;
  - Timoteu d'Alexandria, patriarca (385)

Església Ortodoxa (segons el calendari julià)
- Se celebren els corresponents al 15 d'agost del calendari gregorià.

Església Ortodoxa (segons el calendari gregorià)
Corresponen als sants del 20 de juliol del calendari julià.
- Sant Aaron, sacerdot, germà de Moisès;
- Sant Elies, profeta;
- Flavià II d'Antioquia, patriarca (518);
- Elies I de Jerusalem, patriarca (518);
- Abraham de Galitx (1375);
- Lleonci i Sabas de Stromin (1392);
- Atanasij Fylypovyč, abat màrtir (1648);
- Valentine Amfiteatrov, prevere (1908);
- Konstantin, Nikolai, preveres màrtirs (1918);
- Ornalskij, prevere, i Juvenal, diaca (1919);
- Lídia, Alexis i Kiril, soldats màrtirs (1928);
- Aleksandr, Jirji, Ivan, Sergei, Fiodor, Tihon, Kosmas, Eufimios i Piotr, preveres màrtirs (1930);
- Alexis Medvedkov, prevere (1934);
- Alexei, prevere màrtir (1938);
- Elies Fondaminskij (1942),
- Dmitri Klepinine, prevere (1944),
- Georg Skobtsov (1944),
- Maria Skobtsova, monja (1945).

Església Ortodoxa Georgiana
- Salomé de Geòrgia, màrtir (segle xiii);
- Ilias Txavtxavadze, màrtirs (1907).

Esglésies luteranes
- Christoph Friedrich Blumhardt, rector (1919).